# Mastopathie
 Mise en garde médicale
La mastopathie est un terme générique désignant toute modification de la glande mammaire chez les femmes.
Certaines mastopathies qui peuvent sembler bénignes peuvent avoir, selon les femmes, une propension plus grande que chez d'autres à se transformer en cancer.